# 花唄 (TOKIOの曲)
『花唄』（はなうた）は、TOKIOの25作目のシングル曲。2002年3月6日にユニバーサルJから発売された。

## 解説
初回盤と通常盤の2種類で発売された、前作『DR/Only One Song』から約5か月ぶりのCDシングルである。表題曲の「花唄」は、元センチメンタル・バスの鈴木秋則が作曲を手掛けており、松岡昌宏が主演を務めた日本テレビ系土曜ドラマ『ナースマン』主題歌となっていた。また、第53回NHK紅白歌合戦で歌唱された。

## 収録曲
1. 花唄 [4:36]
作詞：TAKESHI、作曲：鈴木秋則、編曲：島田昌典
日本テレビ系土曜ドラマ『ナースマン』主題歌
2. 遠い日のメロディー [4:49]
作詞・作曲：HIKARI、編曲：KAM
3. 花唄（Backing Track）
4. 遠い日のメロディー（Backing Track）

## 収録アルバム
- glider（#1）
- HEART（#1）

・遠い日のメロディー
※アルバム未収録